# Корисні копалини Сьєрра-Леоне
Корисні копалини Сьєрра-Леоне. 

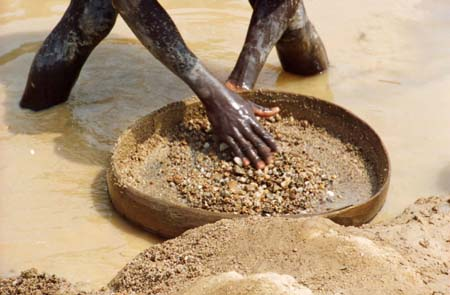
Розробка розсипного родовища алмазів у Сьєрра-Леоне

Країна має запаси алмазів, бокситів, зал. руди, золота, титанових руд та ін. к.к. (див. табл.). Є прояви МПГ, але прогнозні ресурси МГП в С'єрра-Леоне незначні і складають до 300 т(~ 0,6% світових).
Таблиця. – Основні корисні копалини С’єрра Леоне станом на 1998-1999 рр.
| Корисні копалини                       | Запаси       | Запаси   | Вміст корисного компоненту в рудах, % | Частка у світі, % |
| Корисні копалини                       | Підтверджені | Загальні | Вміст корисного компоненту в рудах, % | Частка у світі, % |
| Алмази, млн кар. -природних -ювелірних |              | 5 4      |                                       | 0,4 0,9           |
| Боксити, млн т                         | 170          | 501      | 55 (Al2O3)                            | 0,6               |
| Залізні руди, млн т                    | 400          | 1123     | 60 (Fe)                               | 0,2               |
| Золото, т                              | 14           | 40       | 1 – 5 г/т                             |                   |

У 2002 р. компанія Mano River Resources повідомила про високоперспективні аномалії кімберлітового типу в дистрикті Kono. Кімберліти виявлені щонайменше в 18 різних пунктах. Закартовані дві раніше нові дайки - Lion-1 і Lion-2 (African Mining. 2002. V.7, № 6).